# Bibbia di Gutenberg

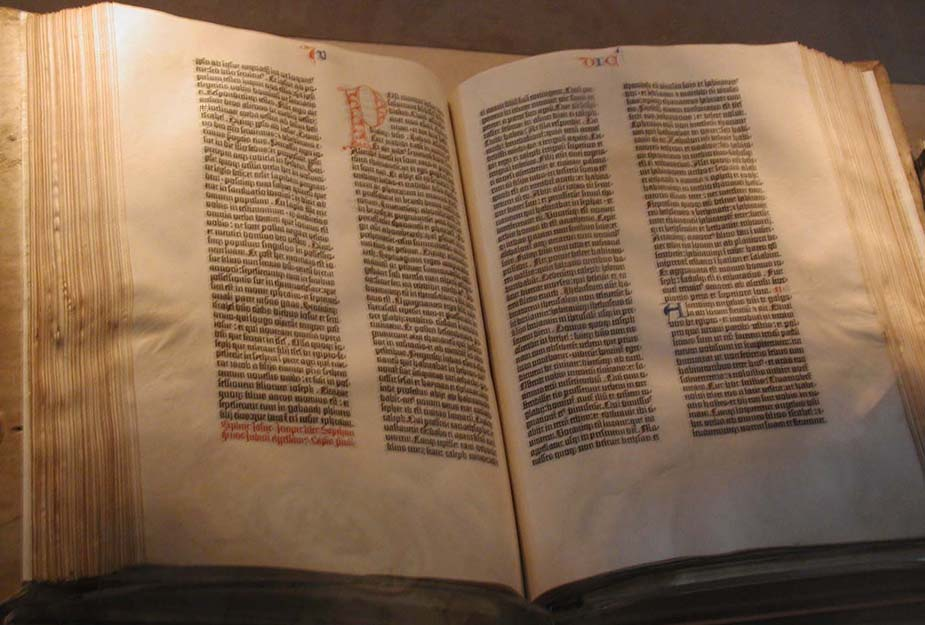
Un esemplare della Bibbia di Gutenberg conservato alla Biblioteca del Congresso degli Stati Uniti

La Bibbia di Gutenberg o Bibbia a quarantadue linee (B42) è il primo libro stampato in Europa con la tecnica dei caratteri mobili. Nel 2001 è stata inserita dall'UNESCO nell'elenco della Memoria del mondo.

## Descrizione

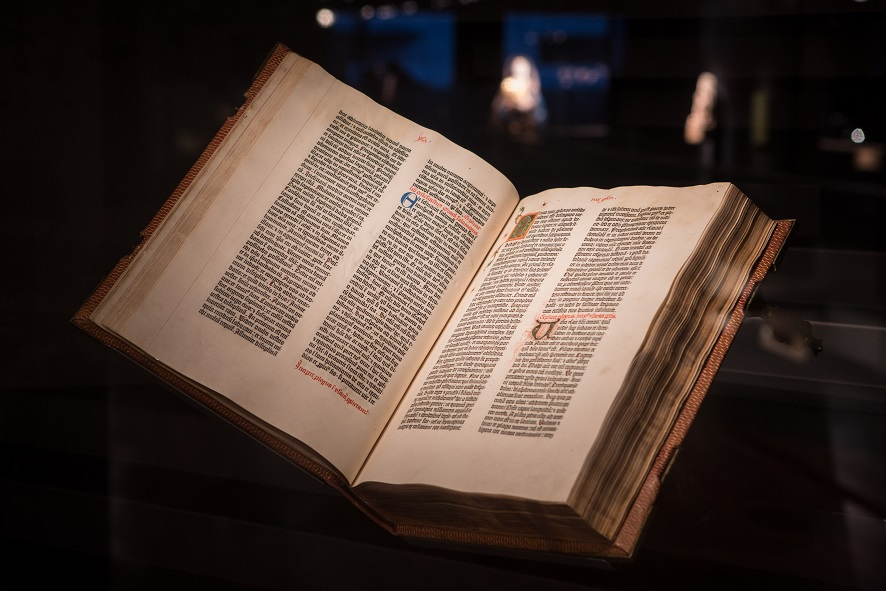
Bibbia di Gutenberg, Fondazione Martin Bodmer, Svizzera, 1454.

Realizzata a Magonza a partire dal 23 febbraio 1453 nell'officina tipografica di Johannes Gutenberg (coadiuvato dall'incisore Peter Schöffer), la Bibbia di Gutenberg si compone di due volumi in folio di 322 e 319 fogli (per un totale di 641 fogli, ovvero 1282 pagine). Riproduce il testo della Vulgata, la Bibbia latina tradotta da san Gerolamo nel V secolo: l'Antico Testamento occupa il primo volume e una parte del secondo, che contiene anche tutto il Nuovo Testamento. Gutenberg ideò tipi di carattere che imitavano la scrittura gotica, la più usata all'epoca in Germania.
Quaranta copie furono stampate su pergamena; 140 su carta di canapa, importata dall'Italia. Il lavoro si protrasse per tre anni, concludendosi nel 1455.
Venduta per sottoscrizione, questa Bibbia latina fu originariamente acquistata da istituzioni religiose, soprattutto monasteri. Dei 180 esemplari originali, 49 si sono conservati fino al 2009 e pagine sciolte si trovano in alcune biblioteche, come quella del museo Correr di Venezia o la biblioteca municipale di Colmar (Alsazia). La maggior parte degli esemplari si trova in Germania, Paese di origine di Gutenberg. In Francia, la Biblioteca nazionale di Francia ne possiede tre copie su pergamena, e la Biblioteca Mazzarino una copia su carta. In Svizzera, la Fondazione Martin Bodmer espone permanentemente il suo esemplare vicino a Ginevra.

## Lavorazione
Per collaudare il suo torchio tipografico e i suoi caratteri mobili in lega metallica, Gutenberg cominciò, attorno al 1450, a comporre dei testi che riproduceva su pagine di carta in fibra di canapa, poi intraprese la stampa di piccoli libriccini, come la grammatica latina di Donato.
L'essenza della lavorazione è manuale. Per comporre ciascuna linea di testo, occorre selezionare a uno a uno i caratteri (in rilievo e invertiti) corrispondenti alle lettere delle parole e posizionarli in una «forma» speciale, situata sul piano della pressa. Una volta che tutte le linee sono state composte, la forma è ricoperta d'inchiostro con l'aiuto di pennelli di crine di cavallo. Si posiziona quindi una pagina di carta preventivamente inumidita, che una tavola di legno, la «platina», comprime sotto l'azione di una vite in legno.
Il numero di presse presenti nella tipografia di Gutenberg resta sconosciuto, ma la quantità delle pagine stampate lascia pensare che ne abbia utilizzate più di una. Le presse erano manovrate da due operai, ed è possibile che la tipografia impiegasse fino a dodici operai. Ad essi vanno aggiunte le persone impiegate per i caratteri, l'inchiostratura, la preparazione dei fogli di carta, la piegatura e così via, per un totale che può ragionevolmente ammontare a venti persone.
La realizzazione delle 180 copie della Bibbia durò tre anni, un periodo in cui un amanuense avrebbe portato a termine la riproduzione di una sola Bibbia.

## Composizione

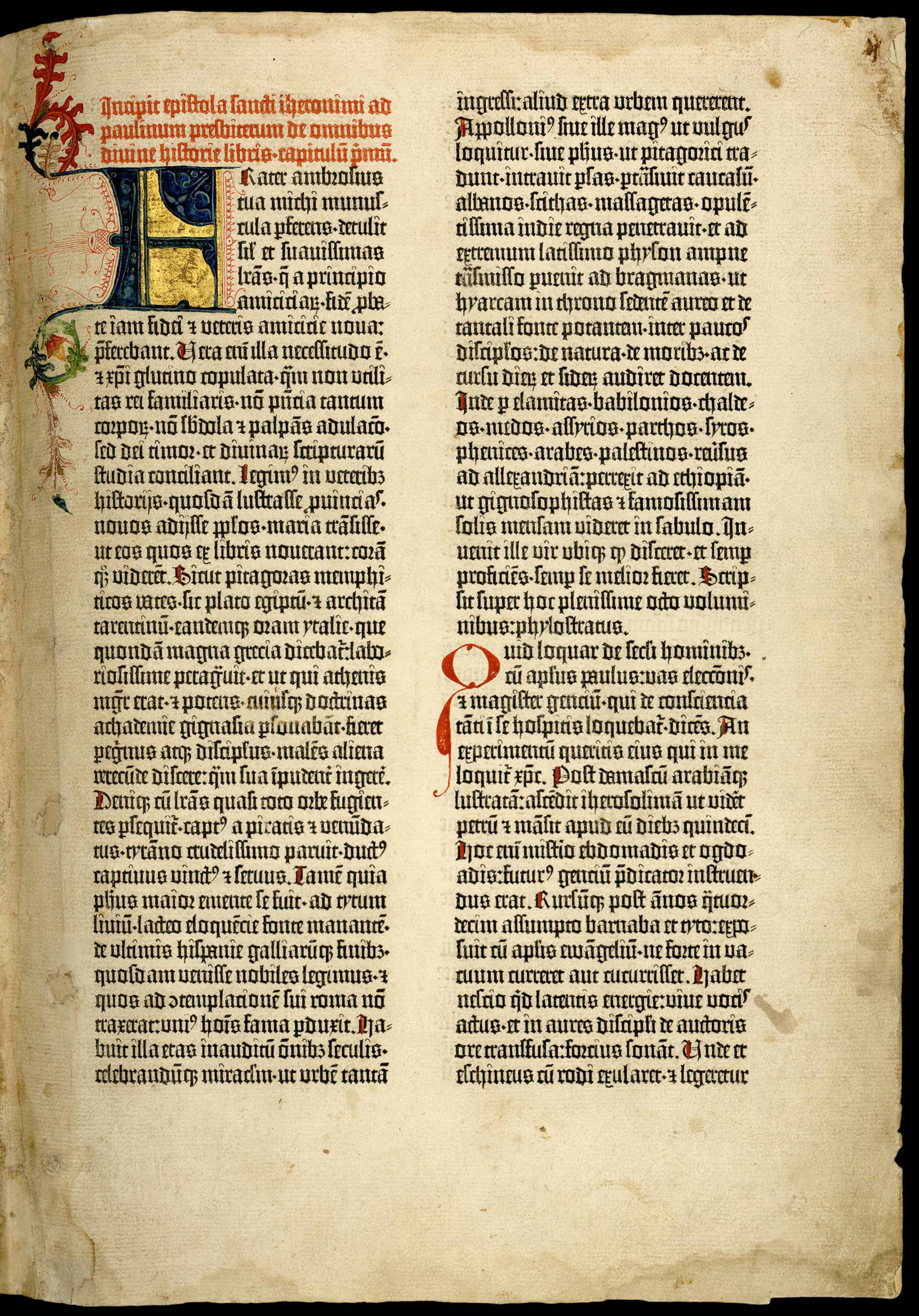
Una pagina della Bibbia di Gutenberg, composta sulla base della Vulgata di San Gerolamo

Sulle prime pagine della Bibbia gutenberghiana sono evidenti le tracce degli esperimenti tipografici dello stampatore: sui fogli dall'1 al 5 sono stampate 40 righe di testo, mentre sul foglio 5 verso sono 41, poi dal foglio 6 in avanti le linee diventano 42, distribuite su due colonne (com'era d'uso nei messali). Un'altra evoluzione: Gutenberg tentò di stampare i titoli in rosso, ma poi rinunciò, senza dubbio perché l'operazione era troppo onerosa: avrebbe richiesto di passare ciascun foglio due volte sotto la pressa. Questa tecnica fu in seguito ampiamente messa in opera dai suoi successori del XV secolo.
Per comporre la Bibbia, Gutenberg copiò la scrittura detta gotica, utilizzata all'epoca per i testi liturgici, in particolare per i messali. Adottò una dimensione dei caratteri simile a quella dei manoscritti di grande formato, utilizzati in particolare per la lettura a voce alta.
La Bibbia di Gutenberg assomiglia a un codice e come nei migliori manoscritti tutte le righe terminano allineate sul margine destro. Stampatori e tipografi parlano di righe «giustificate» per designare quest'allineamento. Per ottenere la giustificazione, Gutenberg non utilizzò spazi di dimensione variabile fra le parole, ma distribuì segni di punteggiatura più o meno larghi, impiegò delle legature e sostituì alcune parole con le loro abbreviazioni.
Lo spazio destinato alle rubriche e alle miniature era lasciato in bianco. Un miniatore poteva essere incaricato dal proprietario di decorare il libro dopo la stampa. Questa rifinitura era lasciata agli acquirenti, che potevano così scegliere artisti di loro fiducia e decorazioni più o meno dispendiose.

## Copie esistenti della Bibbia di Gutenberg
La Bibbia a 42 linee è uno dei libri più rari, costosi e ricercati al mondo. Il valore di un esemplare completo si aggira sui 10 milioni di dollari. Ne esistono attualmente 49 copie, 22 delle quali complete, in possesso di istituzioni, sparse principalmente in Europa:
Austria (1)
- Biblioteca nazionale austriaca, Vienna

Belgio (1)
- Bibliothèque universitaire, Mons; incompleta

Danimarca (1)
- Kongelige Bibliotek; incompleta

Francia (4)

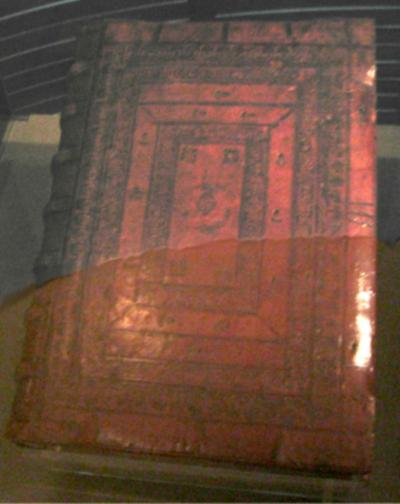
Copertina

- Biblioteca nazionale di Francia, Parigi (2 copie, una incompleta)[5]
- Biblioteca Mazzarino, Parigi
- Bibliothèque municipale, Saint-Omer; incompleta

Germania (13)
- Museo Gutenberg, Magonza (2 copie incomplete)
- Landesbibliothek, Fulda; incompleta
- Universitätsbibliothek, Lipsia
- Niedersächsische Staats-und Universitätsbibliothek, Gottinga
- Staatsbibliothek, Berlino; incompleta
- Bayerische Staatsbibliothek, Monaco di Baviera
- Stadt- und Universitätsbibliothek, Francoforte sul Meno
- Hofbibliothek, Aschaffenburg; incompleta
- Württembergische Landesbibliothek, Stoccarda; incompleta
- Stadtbibliothek, Treviri; incompleta
- Landesbibliothek, Kassel; incompleta
- Gottorp, Schleswig; incompleta

Giappone (1)
- Keio University Library, Tokyo; incompleta

Polonia (1)
- Biblioteka Seminarium Duchownego, Pelplin; incompleta

Portogallo (1)
- Biblioteca nazionale del Portogallo, Lisbona

Regno Unito (8)
- British Library, Londra (2 copie)
- Lambeth Palace Library, Londra; incompleta
- Bodleian Library, Oxford
- Biblioteca dell'Università di Cambridge
- Eton College Library, Eton
- John Rylands Library, Manchester
- National Library of Scotland, Edimburgo

Russia (2)
- Biblioteca di Stato russa, Mosca; incompleta
- Biblioteca dell'Università Lomonosov, Mosca

Spagna (2)
- Biblioteca Universitaria y Provincial, Siviglia; incompleta
- Biblioteca Pública Provincial, Burgos

Stati Uniti (11)
- Biblioteca del Congresso, Washington
- New York Public Library, New York; incompleta
- Pierpont Morgan Library, New York (tre copie, due incomplete)
- Widener Library, università di Harvard, Cambridge in Massachusetts
- Beinecke Rare Book and Manuscript Library, università di Yale, New Haven in Connecticut
- The Scheide Library, università di Princeton, Princeton nel New Jersey; incompleta
- Indiana University Library, Indiana University Bloomington, Bloomington in Indiana; incompleta
- Harry Ransom Humanities Research Center, università del Texas, Austin
- Huntington Library, San Marino in California

Svizzera (1)
- Fondazione Martin Bodmer, Cologny (Ginevra); incompleta

Vaticano (2)
- Biblioteca apostolica vaticana (una copia in pergamena, una copia in carta, entrambe incomplete)